# Замбийская квача
Замби́йская ква́ча (код ISO 4217 — ZMW, символ — K, ZK) — денежная единица Республики Замбия. 1 квача состоит из 100 нгве. Квача — валюта Замбии с 1968 года, когда она заменила замбийский фунт (курс обмена: 1 фунт = 2 квачи). Ква́ча означает «свобода» на одном из местных диалектов.
1 января 2013 года произведена деноминация квачи с изменением её кодов в стандарте ISO 4217: новый буквенный код — ZMW (старый — ZMK); цифровой — 967 (894). Соотношение 1000 ZMK : 1 ZMW. С банкнот убрано три ноля и введены в оборот новые банкноты номиналом: 2, 5, 10, 20, 50 и 100 квач. Старые банкноты имели хождение наравне с новыми в соотношении согласно проведённой деноминации до 15 июля 2013 года, после чего обмениваются в центральном банке без ограничения суммы. Оформление и цветовое решение новых банкнот почти полностью соответствует старой серии.

## Монеты

| Аверс | Реверс | Номинал | Металл                  | Диаметр (мм) | Вес (г) | Толщина (мм) | Гурт      | Описание          | Год             |
| ----- | ------ | ------- | ----------------------- | ------------ | ------- | ------------ | --------- | ----------------- | --------------- |
|       |        | 5 нгве  | Сталь, покрытая никелем | 19           | 2,5     | 1,55         | гладкий   | Vidua codringtoni | 2012-2017       |
|       |        | 10 нгве | Сталь, покрытая латунью | 20           | 3       | 1,57         | гладкий   | Канны             | 2012, 2015—2017 |
|       |        | 50 нгве | Сталь, покрытая латунью | 21           | 3,5     | 1,6          | ребристый | Слон              | 2012-2017       |
|       |        | 1 квача | Сталь, покрытая никелем | 24           | 5       | 1,73         | ребристый | Бородатка         | 2012-2017       |

## Банкноты

### Банкноты образца 1992—2012 годов
Выпускались банкноты номиналом 20, 50, 100, 500, 1000, 5000, 10 000, 20 000 и 50 000 квач различных годов выпуска.
В 2003 году Замбия первая из африканских государств ввела в обращение банкноты из полимерных материалов — номиналы в 500 и 1000 квач.
| Серия 1992—2012 годов | Серия 1992—2012 годов | Серия 1992—2012 годов | Серия 1992—2012 годов  | Серия 1992—2012 годов | Серия 1992—2012 годов                                               | Серия 1992—2012 годов |
| Изображение           | Номинал (квач)        | Размеры (мм)          | Основные цвета         | Описание              | Описание                                                            | Год печати            |
| --------------------- | --------------------- | --------------------- | ---------------------- | --------------------- | ------------------------------------------------------------------- | --------------------- |
|                       | 20                    | 140×70                | зелёный, жёлтый        | Орлан-крикун, дерево  | Голова Большого куду, Дом правительства в г. Лусака, статуя Свободы | 1992                  |
|                       | 50                    | 140×70                | красный, жёлтый        | Орлан-крикун, дерево  | Голова зебры, процесс очистки меди, статуя Свободы                  | 1992                  |
|                       | 100                   | 140×70                | жёлтый, розовый        | Орлан-крикун, дерево  | Голова буйвола, водопад Виктория, статуя Свободы                    | 1992                  |
|                       | 500                   | 140×70                | коричневый, жёлтый     | Орлан-крикун, дерево  | Голова слона, сбор хлопка, статуя Свободы                           | 1992                  |
|                       | 500                   | 140×70                | коричневый, жёлтый     | Орлан-крикун, дерево  | Голова слона, сбор хлопка, статуя Свободы                           | 2003                  |
|                       | 1000                  | 140×70                | красный, зелёный       | Орлан-крикун, дерево  | Голова трубкозуба, трактор на поле, статуя Свободы                  | 2001                  |
|                       | 1000                  | 140×70                | красный, зелёный       | Орлан-крикун, дерево  | Голова трубкозуба, трактор на поле, статуя Свободы                  | 2003                  |
|                       | 5000                  | 70×145                | коричневый, фиолетовый | Орлан-крикун, дерево  | Голова льва, трактор ветка и плод растения, статуя Свободы          | 2003                  |
|                       | 10 000                | 145×70                | коричневый, синий      | Орлан-крикун, дерево  | Голова трубкозуба, трактор на поле, статуя Свободы                  | 2003                  |
|                       | 10 000                | 145×70                | коричневый, синий      | Орлан-крикун, дерево  | Голова дикобраза, сбор урожая, статуя Свободы                       | 2008                  |
|                       | 20 000                | 145×70                | коричневый, голубой    | Орлан-крикун, дерево  | Антилопа, рабочие, статуя Свободы                                   | 2003                  |
|                       | 50 000                | 145×70                | синий, розовый         | Орлан-крикун, дерево  | Леопард, Здание Банка Замбии, статуя Свободы                        | 2003                  |

### Банкноты образца 2012 года
В январе 2013 года правительство Замбии провело деноминацию национальной валюты, уменьшив достоинство денежных знаков в 1000 раз. В оборот введены новые банкноты номиналами: 2, 5, 10, 20, 50 и 100 квач. Формат и рисунок на банкнотах соответствует деноминированным банкнотам, однако цветовая гамма новых банкнот немного отличается от прежней серии. На всех банкнотах новой серии указан 2012 год. Улучшена также защита банкнот от подделок увеличением защитных признаков новой серии. Все банкноты изготовлены на бумажной основе.
С 31 марта 2025 года в обращении были введены монеты в 2 и 5 квач, а также банкноты в 200 и 500 квач.